# Racomitrium laetum
Racomitrium laetum är en bladmossart som beskrevs av Bescherelle och Jules Cardot 1908. Racomitrium laetum ingår i släktet raggmossor, och familjen Grimmiaceae. Inga underarter finns listade i Catalogue of Life.